# 石川覚七郎衛門
石川 覚七郎衛門（いしかわ かくひちろうえもん、1906年（明治39年）8月21日 - 1981年（昭和56年）4月30日）は、日本の教育学者。勲等は勲三等瑞宝章。熊本大学教授。
熊本県立八代高等女学校、熊本県立青年学校教員養成所教諭、熊本青年師範学校教授、熊本大学教育学部教授、熊本音楽短期大学教授、九州女学院短期大学教授などを歴任した。

## 来歴

### 生い立ち
熊本市下職人町に亀井豊作の四男として生まれる。1931年（昭和6年）第五高等学校文化乙類を卒業後、東京帝国大学文学部宗教史宗教学科入学。1932年（昭和7年）石川サイと結婚し石川姓となる。1933年（昭和8年）教育学科に転科。1936年（昭和11年）同大学教育学科卒。

### 教育者として
熊本県立八代高等女学校にて勤務を経て、熊本県立青年学校教員養成所教諭、熊本青年師範学校教授、熊本大学教育学部教授などを歴任した。1972年（昭和47年）熊本大学を定年退職した後、熊本音楽短期大学教授、九州女学院短期大学教授として図書館長などを務める。1981年4月30日、北海道札幌市の長女宅で療養中のところ心不全にて死去。歿日付で勲三等瑞宝章を授与される。

## 家族・親族
兄に亀井通産株式会社三代目社長の亀井覚八郎、亀井ランチ創業者の亀井起興嗣。従兄に万葉学者の森本治吉がいる（父豊作の弟、ハル吉が森本家の養子となった）。子は娘4人。長女の夫は北海道大学名誉教授の安田寿一。三女の夫は京都大学名誉教授の薗田担。四女の夫は東京大学名誉教授の豊岡照彦。

## 著作
- 青年学級の研究 : 熊本県に於ける実態調査（熊本大学教育学部紀要 1957年）
- 社会教育法の改正について（熊本大学教育学部紀要 1960年）
- 青年学級の問題（熊本大学教育学部紀要 1963年）
- 青年集団の変容とその教育（熊本大学教育学部紀要 1965年）